# Neuvy-en-Dunois

Neuvy-en-Dunois este o comună în departamentul Eure-et-Loir, Franța. În 1 ianuarie 2022 avea o populație de 305 de locuitori.